# Апостил
Апостилът (на френски: Apostille) е специално удостоверение с печат за заверка на документ от държавата, в която документът е издаден. Притежаващите апостил документи се освобождават от всякаква допълнителна форма на легализация в държавите, които са страни по Хагската конвенция от 1961 г.

## Хагска конвенция
Употребата на апостил като форма на удостоверяване на документи се регламентира от Конвенцията за премахване на изискването за легализация на чуждестранни публични актове, подписана в Хага на 5 октомври 1961 г. За България Хагската конвенция влиза в сила на 30 април 2001 г. Конвенцията предвижда унифициран способ за оформяне на определена категория документи (публични актове), предназначени за ползване в чужбина – чрез поставяне върху самия документ или в приложение към него на специално удостоверение – апостил. Апостилът освобождава документа, към който е прикрепен, от по-нататъшни процедури за легализиране от други висшестоящи местни органи в страната на издаване, както и от дипломатическото или консулско представителство на държавата – страна по конвенцията, на чиято територия трябва да се представи документът.
Документите, произхождащи от държави – страни по Хагската конвенция, и снабдени с апостил, не се легализират от българско дипломатическо или консулско представителство, акредитирано за съответната държава. Тези документи се признават от българските органи, когато върху тях или в приложение към тях има поставен в оригинална форма апостил. В случай че документите не притежават или не могат да бъдат снабдени с апостил, за да произведат действие на територията на България, те трябва да бъдат удостоверени (легализирани) съгласно общоприетата процедура – да са заверени от Министерството на външните работи на издаващата държава или друг орган, според съответната държава, след което – легализирани от българското дипломатическо или консулско представителство в тази държава или акредитирани за нея. Същият режим се прилага и спрямо българските документи, предназначени да произведат действие на територията на някоя от посочените държави – страни по конвенцията.
Хагската конвенция не се прилага и не се снабдяват с апостил административни документи, пряко свързани с търговски или митнически операции, както и документи, изготвени от дипломатически или консулски представителства. Такива документи от България могат да бъдат удостоверени за ползване в чужбина от Министерството на външните работи, когато са оформени съгласно действащите изисквания.
Снабдените с апостил документи се признават и могат да произведат действие във всяка една от държавите-страни по конвенцията. В редица държави е възможно местните органи да приемат и копие от снабден с апостил документ, когато това копие е удостоверено от компетентен местен орган или нотариус, в съответствие с вътрешното право. Това означава, че съществува възможност редица документи, в които не се съдържа срок на валидност, да бъдат използвани многократно в различни държави-страни по конвенцията. Това поставя въпроса за целесъобразността от снабдяването на документа с превод на определен чужд език. В случаите, когато притежателят на снабден с апостил документ има намерението или необходимостта лично да го представя пред органите на различни държави-страни по конвенцията, той може да извърши постъпки за официален превод във всяка държава, съгласно местните изисквания.

## По същество
Апостилирането е формална процедура за удостоверяване истинността на подписа, на качеството, в което е действало лицето (издало документа), и при необходимост – достоверността на печата, при документи, предназначени за ползване в държава, различна от държавата на произход на документа.

## В България
В България органите, компетентни да поставят апостил върху българските публични актове, са Министерството на правосъдието, Министерството на външните работи и Министерство на образованието и науката.
- Министерството на правосъдието удостоверява с апостил актовете на съдилищата и нотариусите (публични актове по смисъла на чл. 1, букви „а“, „б“ и „г“ от конвенцията).
- Министерството на външните работи удостоверява с апостил всички останали актове (публични актове по смисъла на чл. 1, буква „б“ от конвенцията) като:
  - документите за гражданско състояние и адресна регистрация, издадени от общините;
  - различните удостоверения, сертификати, лицензи и други на министерства, държавни агенции и комисии;
  - документи на НОИ, НСИ и други.
- Министерство на образованието и науката удостоверява документите за образование (средно и висше), придобита квалификация и правоспособност.
- Областните администрации – от 1 януари 2019 г. областните администрации в България са оправомощени да удостоверяват с апостил документите, издавани от кметовете на общините и от общинските администрации[8]
- Националният център за информация и документация удостоверява с електронен апостил образователни и удостоверителни документи, издадени от институциите в системата на предучилищното, училищното и професионалното образование и обучение, от висшите училища и научните организации, от Министерството на образованието и науката и неговите звена:
  - документи за предучилищно, училищно и професионално образование и обучение;
  - документи от висши училища и научни организации;
  - удостоверение за професионална квалификация по нерегулирана професия;
  - удостоверение за ползване правата на образователно-квалификационна степен.[9][10]

### Удостоверяване с апостил на документи в Министерството на правосъдието
Свидетелство за съдимост се издава от съответния районен съд по месторождение. То трябва да е подписано от районен съдия и от секретар. Следва неговата легализация чрез поставянето на апостил в Министерство на правосъдието. Нотариално заверени актове и документи получават заверка апостил в същото ведомство.

### Удостоверяване с апостил на документи в Министерството на външните работи
За да бъдат снабдени с апостил от Министерството на външните работи, българските документи трябва да са оформени съгласно действащите до момента изисквания – да имат в оригинален вид заверка с т. нар. „правоъгълен щемпел за чужбина“ от издаващия или съответния висшестоящ орган, както и положен до щемпела кръгъл печат и подпис на оправомощеното да извършва тази заверка длъжностно лице. Няма задължително изискване българските документите да бъдат снабдени с превод на чужд език, за да бъдат удостоверени от Министерството на външните работи. Всяко заинтересовано лице може да поиска единствено да бъде извършено удостоверяване чрез апостил на надлежно оформения български документ.

### Удостоверяване с апостил на български дипломи
От 2013 г. поставянето на апостил на български дипломи се извършва в Министерството на образованието и науката. На дипломата трябва са поставени собственоръчно всичките необходими подписи на декан, ректор, както и са поставени печатите на учебното заведение. До снимката трябва до е поставен собственоръчен подпис на титуляря на дипломата. Извършва се нотариално удостоверен препис на дипломата и отделно – на приложението с оценките към дипломата (те се считат за два отделни документа) и заедно с оригиналите се представят в Министерството на образованието и науката за поставяне на апостили. След поставяне на апостили на дипломата и приложението, те се превеждат от заклет преводач на съответния език, след което документите се изпращат в Консулски отдел на МВнР, където се извършва заверка на подписа на заклетия преводач.

#### Превод и преводач
От 2018 г., за чуждестранен документ, преведен на български език по реда на Правилника за легализациите, заверките и преводите на документи и други книжа на територията на Република България и предназначен за ползване в Република България, е необходимо подписът на преводача, положен в извършения от него превод, да бъде нотариално удостоверен в Република България.

## Форма на апостила
Според предписанията на Хагската конвенция всеки апостил има квадратна форма със страна най-малко 9 см. и трябва да съответства на образците, приложени към конвенцията. Задължителни реквизити на апостила са:
- име на държавата, издаваща апостила;
- имена на лицата, подписали документа, който се удостоверява с апостила;
- длъжност на лицата, подписали документа;
- наименование и печат на учреждението, издало документа, удостоверен с апостила;
- наименование на града, в който е поставен апостилът;
- дата на поставяне на апостила;
- име на органа, който поставя апостила;
- номер на апостила;
- печат на учреждението, поставило апостила;
- подпис на длъжностното лице, поставило апостила.

Съгласно Хагската конвенция апостилът може да се състави както на един от езиците на Конвенцията (английски или френски), така и на националния език на държавата, издаваща апостила. Конвенцията задължава единствено заглавието на Апостила да е на френски език: Apostille (Convention de la Haye du 5 octobre 1961). По-разпространена е практиката на съставяне на двойно заглавие, в което е включен както надписът на френски, така и надпис на националния език на страната, издаваща апостила.
Съществуват няколко способа за поставяне на апостил. Първият от тях е апостил под формата на печат (или стикер), който се поставя върху документа, а вторият е апостил под формата на приложение към документа. Това приложение – апостил, трябва да е трайно прикрепено (с удостоверителен знак и /или подпис на длъжностно лице) и относимо към удостоверявания документ.
| APOSTILLE (Convention de La Haye du 5 octobre 1961) 1. Държава: ........................... Настоящият публичен документ 2. е подписан от ....................................... 3. в качеството ѝ/му на ....................................... 4. и е поставен печат/марка на ....................................... Заверен 5. в ........................... 6. на ............................. 7. от .................................. 8. под № .......... 9. Печат/марка 10. Подпис: ..................... |

## Галерия с апостили по държави
- Армения
- Австралия
- Австрия
- Азербайджан
- Беларус
- Белгия (Апостил извън употреба)
- Белгия
- Бразилия
- Хърватия
- Гърция
- Хонконг
- Израел
- Молдова
- Норвегия
- Румъния
- Украйна